# Richard Schmidt (Fechter)
Richard Schmidt (* 10. Juli 1992) ist ein deutscher Degenfechter. Er ist zweifacher deutscher Meister.

## Leben
Der Tauberbischofsheimer Richard Schmidt machte 2011 sein Abitur am Matthias-Grünewald-Gymnasium. Schmidt focht bis zum 31. Juli 2016 für den Fecht-Club Tauberbischofsheim. Vom 1. August 2016 bis zum 31. Juli 2019 trat er für den Fechtclub Offenbach an. Seit 2019 geht er wieder für den Fecht-Club Tauberbischofsheim an den Start.
Bei den Fechtweltmeisterschaften 2017 in Leipzig gewann Schmidt, der als Nummer 135 der Weltrangliste in den Wettkampf startete, völlig überraschend die Bronzemedaille. Ein knappes Jahr nach seinem WM-Bronze von Leipzig belegte Schmidt auch bei den Europameisterschaften in Novi Sad Rang drei.

## Sportliche Erfolge
Schmidt konnte unter anderem die folgenden sportlichen Erfolge erreichen:

### Deutsche Meisterschaften
2016 und 2022 Gold im Degen-Einzel
 2012 und 2022 Gold mit der Degen-Mannschaft
 2014, 2017 und 2022 Silber mit der Degen-Mannschaft
 2013, 2015 und 2016 Bronze mit der Degen-Mannschaft

### Europameisterschaften
2014 Silber mit der Herrendegen-Mannschaft bei den Junioren-Europameisterschaften in Tbilisi
 2015 Bronze im Degen-Einzel bei den Junioren-Europameisterschaften in Vicenza
 2018 Bronze im Degen-Einzel bei den Europameisterschaften in Novi Sad

### Weltmeisterschaften
2017 Bronze im Degen-Einzel bei den Weltmeisterschaften in Leipzig